# Cars Région
Les Cars Région sont le réseau de transport en commun routier de la région Auvergne-Rhône-Alpes, en complément du réseau ferroviaire TER Auvergne-Rhône-Alpes et à l'exception du réseau Les cars du Rhône qui est sous la compétence de SYTRAL Mobilités. Il regroupe les lignes express régionales sorties du giron du réseau TER et les lignes de car interurbaines, que ce soit les lignes régulières ou de ramassage scolaire, qui étaient de la compétence des départements jusqu'au 1er janvier 2017.

## Histoire
À l'image des LER Provence-Alpes-Côte d'Azur, l'ex Région Rhône-Alpes avait choisi de gérer ses lignes d'autocar en direct et non par l'intermédiaire des TER Rhône-Alpes.
Les six premières lignes ont été sorties du giron des TER le 9 décembre 2012. Le nouveau réseau entraîne des changements de transporteurs et d'identité visuelle aux arrêts. La livrée des véhicules est la livrée aubergine Rhône-Alpes identique aux trains TER. Quatre nouvelles lignes ont été intégrées au réseau le 15 décembre 2013, les lignes 13, 73, 74 et 76.
En 2016, à la suite de la fusion des régions, Cars Rhône-Alpes devient Cars Auvergne-Rhône-Alpes. Lors du Salon AutoCar Expo 2016, un car Iveco Magelys est présenté aux couleurs de la Région Auvergne-Rhône-Alpes en cohérence avec son nouveau logo.
Le 1er septembre 2017, la région Auvergne-Rhône-Alpes devient l'autorité organisatrice des transports interurbains et scolaires, mais délègue la compétence aux départements pour une période transitoire variable, sauf pour la Savoie et la Haute-Savoie :
- jusqu'au 1er janvier 2018 pour : l'Ardèche, la Drôme[2],[3]
- jusqu'au 1er janvier 2020 pour : l'Ain, le Cantal[4],[5]
- jusqu'au 1er septembre 2020 pour : le Puy-de-Dôme[6]
- jusqu'au 1er janvier 2021 pour : l'Allier, la Haute-Loire, la Loire[7],[8],[9]

Entre novembre et décembre 2020, la marque Cars Région voit le jour : les Cars Auvergne-Rhône-Alpes devient Cars Région Express et les noms de plusieurs réseaux sont harmonisés sous la forme "Cars Région + nom de département".
En mai 2021, seul le réseau de l'Isère n'a pas encore été pleinement transféré à la région, les cars du Rhône sont quant à eux sous la compétence du SYTRAL, syndicat mixte dans lequel la région siège aux côtés notamment de la métropole de Lyon.
La nouvelle numérotation est déployée sur les lignes « Express » à compter du 11 juillet 2021, par l'ajout de la lettre X devant le numéro, par exemple la 13 devient la X13. Au 1er septembre 2021, les lignes Express du réseau Transisère deviennent des lignes Cars Région Express tandis que le réseau en lui-même devient Cars Région Isère. Finalement, seules les lignes transfrontalières entre Genève et la Haute-Savoie dérogent à cette numérotation, et ce à la demande de l'Office fédéral des transports suisse ainsi que les lignes C1 et C2 de la Loire, coorganisées avec Saint-Étienne Métropole.
Le 1er janvier 2023, les services par autocars TER dans l'ancienne région Auvergne deviennent des lignes Cars Région. Parmi ces nouvelles lignes, on compte deux nouvelles liaisons Cars Région Express : la X18 (Saint-Étienne-Clermont-Ferrand) et la X51 (Volvic-Les Ancizes).

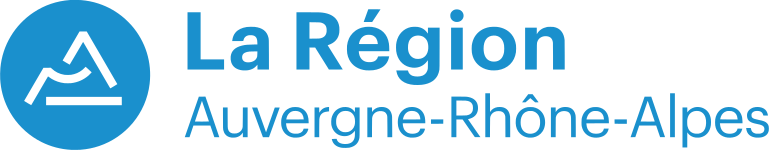
Logo de la Région Auvergne-Rhône-Alpes
Logo Cars Région
Logo Cars Région Express

## Le réseau

### Cars Région Express

#### Lignes X04 à X09
Au 1er septembre 2021, les lignes Express 1 à 7 et Express 7320 de l'Isère deviennent les lignes X01 à X08.
Depuis le 2 septembre 2024, le réseau Tougo et TAG ont fusionné devenant M réso, par conséquent les lignes express X01, X02 et X03 ont intégré le réseau M réso ainsi que leur gestion et ne sont plus gérés par la région. Les lignes express X01, X02 et X03 sont devenues respectivement C11, C12 et C13.
| Ligne | Caractéristiques | Caractéristiques                                                                     | Caractéristiques                                                                     | Caractéristiques                                                                     | Caractéristiques                                                                     | Caractéristiques                                                                     | Caractéristiques                                                                     | Caractéristiques                                                                     | Caractéristiques                                                                     |
| X04   | Crémieu — Château Delphinal ⥋ Meyzieu — Z.I. Tram | Crémieu — Château Delphinal ⥋ Meyzieu — Z.I. Tram                                    | Crémieu — Château Delphinal ⥋ Meyzieu — Z.I. Tram                                    | Crémieu — Château Delphinal ⥋ Meyzieu — Z.I. Tram                                    | Crémieu — Château Delphinal ⥋ Meyzieu — Z.I. Tram                                    | Crémieu — Château Delphinal ⥋ Meyzieu — Z.I. Tram                                    | Crémieu — Château Delphinal ⥋ Meyzieu — Z.I. Tram                                    | Crémieu — Château Delphinal ⥋ Meyzieu — Z.I. Tram                                    | Crémieu — Château Delphinal ⥋ Meyzieu — Z.I. Tram                                    |
| ----- | --- | ------------------------------------------------------------------------------------ | ------------------------------------------------------------------------------------ | ------------------------------------------------------------------------------------ | ------------------------------------------------------------------------------------ | ------------------------------------------------------------------------------------ | ------------------------------------------------------------------------------------ | ------------------------------------------------------------------------------------ | ------------------------------------------------------------------------------------ |
| X04   | Ouverture / Fermeture — / — | Longueur 23 km                                                                       | Durée 44 min                                                                         | Nb. d’arrêts 12                                                                      | Matériel Iveco Bus Crossway                                                          | Jours de fonctionnement L, Ma, Me, J, V, S, D                                        | Jour / Soir / Nuit / Fêtes O / N / N / O                                             | Voy. / an —                                                                          | Transporteur Keolis Porte des Alpes                                                  |
| X04   | Desserte : - Villes et lieux desservis : Crémieu, Villemoirieu, Tignieu-Jameyzieu, Pont-de-Chéruy, Charvieu-Chavagneux, Janneyrias et Meyzieu. - Stations et gares desservies : Meyzieu Z.I. (T3 et Rhônexpress). |                                                                                      |                                                                                      |                                                                                      |                                                                                      |                                                                                      |                                                                                      |                                                                                      |                                                                                      |
| X04   | Autre : - Zones traversées : E et RH. - Arrêts non accessibles aux UFR : "Meyzieu - ZI Tram", "Janneyrias - Les Burlanchères", "Charvieu Chavagnieux - Transforateur", "Pont de Chéruy - Mairie", "Tignieu Jameyzieu - Tissage" et "Crémieu - Château Delphinal" - Amplitudes horaires : La ligne fonctionne du lundi au vendredi de 5 h 10 à 21 h 25, le samedi de 5 h 10 à 20 h et les dimanches et fêtes à raison de quatre allers-retours par jour. - Date de dernière mise à jour : 27 février 2024. |                                                                                      |                                                                                      |                                                                                      |                                                                                      |                                                                                      |                                                                                      |                                                                                      |                                                                                      |
| X04   | Dernière actualisation : — |                                                                                      |                                                                                      |                                                                                      |                                                                                      |                                                                                      |                                                                                      |                                                                                      |                                                                                      |
| X05   | Bourgoin-Jallieu — Pont Saint-Michel ⥋ Lyon — Grange Blanche | Bourgoin-Jallieu — Pont Saint-Michel ⥋ Lyon — Grange Blanche                         | Bourgoin-Jallieu — Pont Saint-Michel ⥋ Lyon — Grange Blanche                         | Bourgoin-Jallieu — Pont Saint-Michel ⥋ Lyon — Grange Blanche                         | Bourgoin-Jallieu — Pont Saint-Michel ⥋ Lyon — Grange Blanche                         | Bourgoin-Jallieu — Pont Saint-Michel ⥋ Lyon — Grange Blanche                         | Bourgoin-Jallieu — Pont Saint-Michel ⥋ Lyon — Grange Blanche                         | Bourgoin-Jallieu — Pont Saint-Michel ⥋ Lyon — Grange Blanche                         | Bourgoin-Jallieu — Pont Saint-Michel ⥋ Lyon — Grange Blanche                         |
| X05   | Ouverture / Fermeture — / — | Longueur 47 km                                                                       | Durée 70 min                                                                         | Nb. d’arrêts 16                                                                      | Matériel Iveco Bus Crossway Natural Power                                            | Jours de fonctionnement L, Ma, Me, J, V, S                                           | Jour / Soir / Nuit / Fêtes O / O / N / N                                             | Voy. / an —                                                                          | Transporteur VFD                                                                     |
| X05   | Desserte : - Villes et lieux desservis : Bourgoin-Jallieu, L'Isle-d'Abeau, Vaulx-Milieu, Villefontaine, La Verpillière, Saint-Quentin-Fallavier et Lyon - Stations et gares desservies : Mermoz - Pinel et Grange Blanche. |                                                                                      |                                                                                      |                                                                                      |                                                                                      |                                                                                      |                                                                                      |                                                                                      |                                                                                      |
| X05   | Autre : - Zones traversées : E et RH. - Arrêts non accessibles aux UFR : "La Verpillière - Libération", "La Verpillière - Hôtel de la Poste", "Villefontaine - The Village", "Vaulx Milieu - Greenland" et "Bourgoin Jallieu - La Grive A43". - Amplitudes horaires : La ligne fonctionne du lundi au vendredi de 5 h 30 à 22 h 35 et le samedi de 6 h à 22 h 35 environ. - Date de dernière mise à jour : 27 février 2024.                                                                               |                                                                                      |                                                                                      |                                                                                      |                                                                                      |                                                                                      |                                                                                      |                                                                                      |                                                                                      |
| X05   | Dernière actualisation : — |                                                                                      |                                                                                      |                                                                                      |                                                                                      |                                                                                      |                                                                                      |                                                                                      |                                                                                      |
| X06   | Villefontaine — Saint-Bonnet Lycée ⥋ Lyon — Grange Blanche | Villefontaine — Saint-Bonnet Lycée ⥋ Lyon — Grange Blanche                           | Villefontaine — Saint-Bonnet Lycée ⥋ Lyon — Grange Blanche                           | Villefontaine — Saint-Bonnet Lycée ⥋ Lyon — Grange Blanche                           | Villefontaine — Saint-Bonnet Lycée ⥋ Lyon — Grange Blanche                           | Villefontaine — Saint-Bonnet Lycée ⥋ Lyon — Grange Blanche                           | Villefontaine — Saint-Bonnet Lycée ⥋ Lyon — Grange Blanche                           | Villefontaine — Saint-Bonnet Lycée ⥋ Lyon — Grange Blanche                           | Villefontaine — Saint-Bonnet Lycée ⥋ Lyon — Grange Blanche                           |
| X06   | Ouverture / Fermeture — / — | Longueur 30 km                                                                       | Durée 39 min                                                                         | Nb. d’arrêts 12                                                                      | Matériel Iveco Bus Crossway Natural Power                                            | Jours de fonctionnement L, Ma, Me, J, V, S                                           | Jour / Soir / Nuit / Fêtes O / N / N / N                                             | Voy. / an —                                                                          | Transporteur VFD                                                                     |
| X06   | Desserte : - Villes et lieux desservis : Villefontaine, Saint-Quentin-Fallavier et Lyon - Stations et gares desservies : Mermoz - Pinel et Grange Blanche. |                                                                                      |                                                                                      |                                                                                      |                                                                                      |                                                                                      |                                                                                      |                                                                                      |                                                                                      |
| X06   | Autre : - Zones traversées : E et RH. - Arrêts non accessibles aux UFR : "St Quentin Fallavier - Dauphiné", "St Quentin Fallavier - ZI Rue du Ruisseau", "St Quentin Fallavier - La Noirée MLP" et "St Quentin Fallavier - ZI Chapeau Rouge". - Amplitudes horaires : La ligne fonctionne du lundi au samedi de 6 h 5 à 20 h 40 environ. - Date de dernière mise à jour : 27 février 2024. |                                                                                      |                                                                                      |                                                                                      |                                                                                      |                                                                                      |                                                                                      |                                                                                      |                                                                                      |
| X06   | Dernière actualisation : — |                                                                                      |                                                                                      |                                                                                      |                                                                                      |                                                                                      |                                                                                      |                                                                                      |                                                                                      |
| X07   | Bourgoin-Jallieu — Pont Saint-Michel ⥋ Lyon — Grange Blanche | Bourgoin-Jallieu — Pont Saint-Michel ⥋ Lyon — Grange Blanche                         | Bourgoin-Jallieu — Pont Saint-Michel ⥋ Lyon — Grange Blanche                         | Bourgoin-Jallieu — Pont Saint-Michel ⥋ Lyon — Grange Blanche                         | Bourgoin-Jallieu — Pont Saint-Michel ⥋ Lyon — Grange Blanche                         | Bourgoin-Jallieu — Pont Saint-Michel ⥋ Lyon — Grange Blanche                         | Bourgoin-Jallieu — Pont Saint-Michel ⥋ Lyon — Grange Blanche                         | Bourgoin-Jallieu — Pont Saint-Michel ⥋ Lyon — Grange Blanche                         | Bourgoin-Jallieu — Pont Saint-Michel ⥋ Lyon — Grange Blanche                         |
| X07   | Ouverture / Fermeture — / — | Longueur 41 km                                                                       | Durée 49 min                                                                         | Nb. d’arrêts 6                                                                       | Matériel Iveco Bus Crossway Natural Power                                            | Jours de fonctionnement L, Ma, Me, J, V                                              | Jour / Soir / Nuit / Fêtes O / N / N / N                                             | Voy. / an —                                                                          | Transporteur VFD                                                                     |
| X07   | Desserte : - Villes et lieux desservis : Bourgoin-Jallieu, L'Isle-d'Abeau et Lyon - Stations et gares desservies : Mermoz - Pinel et Grange Blanche. |                                                                                      |                                                                                      |                                                                                      |                                                                                      |                                                                                      |                                                                                      |                                                                                      |                                                                                      |
| X07   | Autre : - Zones traversées : E et RH. - Arrêts non accessibles aux UFR : "Bourgoin Jallieu - La Grive A43". - Amplitudes horaires : La ligne fonctionne du lundi au vendredi de 6 h 30 à 19 h 10 environ. - Date de dernière mise à jour : 27 février 2024. |                                                                                      |                                                                                      |                                                                                      |                                                                                      |                                                                                      |                                                                                      |                                                                                      |                                                                                      |
| X07   | Dernière actualisation : — |                                                                                      |                                                                                      |                                                                                      |                                                                                      |                                                                                      |                                                                                      |                                                                                      |                                                                                      |
| X08   | Beaurepaire — Gare routière / Rives — P+R Bièvre Dauphiné ⥋ Grenoble — Gare routière | Beaurepaire — Gare routière / Rives — P+R Bièvre Dauphiné ⥋ Grenoble — Gare routière | Beaurepaire — Gare routière / Rives — P+R Bièvre Dauphiné ⥋ Grenoble — Gare routière | Beaurepaire — Gare routière / Rives — P+R Bièvre Dauphiné ⥋ Grenoble — Gare routière | Beaurepaire — Gare routière / Rives — P+R Bièvre Dauphiné ⥋ Grenoble — Gare routière | Beaurepaire — Gare routière / Rives — P+R Bièvre Dauphiné ⥋ Grenoble — Gare routière | Beaurepaire — Gare routière / Rives — P+R Bièvre Dauphiné ⥋ Grenoble — Gare routière | Beaurepaire — Gare routière / Rives — P+R Bièvre Dauphiné ⥋ Grenoble — Gare routière | Beaurepaire — Gare routière / Rives — P+R Bièvre Dauphiné ⥋ Grenoble — Gare routière |
| X08   | Ouverture / Fermeture — / — | Longueur —                                                                           | Durée 73 / 34 min                                                                    | Nb. d’arrêts 10 / 6                                                                  | Matériel Iveco Bus Crossway / Iveco Bus Crossway Natural Power                       | Jours de fonctionnement L, Ma, Me, J, V                                              | Jour / Soir / Nuit / Fêtes O / N / N / N                                             | Voy. / an —                                                                          | Transporteur Philibert                                                               |
| X08   | Desserte : - Villes et lieux desservis : Beaurepaire, Penol, La Côte-Saint-André, Saint-Étienne-de-Saint-Geoirs, Rives, Saint-Égrève et Grenoble - Stations et gares desservies : Oxford (B), Marie-Louise Paris CEA (B) et Gare de Grenoble. |                                                                                      |                                                                                      |                                                                                      |                                                                                      |                                                                                      |                                                                                      |                                                                                      |                                                                                      |
| X08   | Autre : - Zones traversées : A à D. - Arrêts non accessibles aux UFR : N.C. - Amplitudes horaires : La ligne fonctionne du lundi au vendredi de 6 h 30 à 19 h 45 environ. - Particularités : Un service sur deux environ a pour terminus Rives. - Date de dernière mise à jour : 8 août 2021. |                                                                                      |                                                                                      |                                                                                      |                                                                                      |                                                                                      |                                                                                      |                                                                                      |                                                                                      |
| X08   | Dernière actualisation : — |                                                                                      |                                                                                      |                                                                                      |                                                                                      |                                                                                      |                                                                                      |                                                                                      |                                                                                      |

#### Lignes X10 à X19
| Ligne | Caractéristiques | Caractéristiques                                       | Caractéristiques                                       | Caractéristiques                                       | Caractéristiques                                       | Caractéristiques                                       | Caractéristiques                                       | Caractéristiques                                       | Caractéristiques                                       |
| X13   | Le Coteau — Gare ⥋ Le Creusot Montceau TGV | Le Coteau — Gare ⥋ Le Creusot Montceau TGV             | Le Coteau — Gare ⥋ Le Creusot Montceau TGV             | Le Coteau — Gare ⥋ Le Creusot Montceau TGV             | Le Coteau — Gare ⥋ Le Creusot Montceau TGV             | Le Coteau — Gare ⥋ Le Creusot Montceau TGV             | Le Coteau — Gare ⥋ Le Creusot Montceau TGV             | Le Coteau — Gare ⥋ Le Creusot Montceau TGV             | Le Coteau — Gare ⥋ Le Creusot Montceau TGV             |
| ----- | --- | ------------------------------------------------------ | ------------------------------------------------------ | ------------------------------------------------------ | ------------------------------------------------------ | ------------------------------------------------------ | ------------------------------------------------------ | ------------------------------------------------------ | ------------------------------------------------------ |
| X13   | Ouverture / Fermeture — / — | Longueur —                                             | Durée 130 min                                          | Nb. d’arrêts 8                                         | Matériel Autocars                                      | Jours de fonctionnement L, Ma, Me, J, V, S, D          | Jour / Soir / Nuit / Fêtes O / O / N / O               | Voy. / an —                                            | Transporteur Keolis Autocars Planche                   |
| X13   | Desserte : - Villes desservies : Le Coteau, Roanne, Pouilly-sous-Charlieu, Marcigny, Paray-le-Monial et Montchanin. - Gares desservies : Gare du Coteau, Gare de Roanne, Gare de Paray-le-Monial, Gare de Montchanin et Gare du Creusot TGV. |                                                        |                                                        |                                                        |                                                        |                                                        |                                                        |                                                        |                                                        |
| X13   | Autre : - Amplitudes horaires : La ligne fonctionne en semaine à raison de six allers-retours par jour et le weekend à raison de quatre allers-retours par jour. - Particularités : La ligne assure la liaison entre Roanne et la gare du Creusot TGV, en correspondance avec les TGV ayant pour origine ou à destination de Paris-Gare-de-Lyon. - Date de dernière mise à jour : 4 juillet 2021. |                                                        |                                                        |                                                        |                                                        |                                                        |                                                        |                                                        |                                                        |
| X13   | Dernière actualisation : — |                                                        |                                                        |                                                        |                                                        |                                                        |                                                        |                                                        |                                                        |
| X18   | Saint-Étienne — Châteaucreux ⥋ Clermont-Ferrand — Gare | Saint-Étienne — Châteaucreux ⥋ Clermont-Ferrand — Gare | Saint-Étienne — Châteaucreux ⥋ Clermont-Ferrand — Gare | Saint-Étienne — Châteaucreux ⥋ Clermont-Ferrand — Gare | Saint-Étienne — Châteaucreux ⥋ Clermont-Ferrand — Gare | Saint-Étienne — Châteaucreux ⥋ Clermont-Ferrand — Gare | Saint-Étienne — Châteaucreux ⥋ Clermont-Ferrand — Gare | Saint-Étienne — Châteaucreux ⥋ Clermont-Ferrand — Gare | Saint-Étienne — Châteaucreux ⥋ Clermont-Ferrand — Gare |
| X18   | Ouverture / Fermeture 1er janvier 2023 / — | Longueur —                                             | Durée 180 min                                          | Nb. d’arrêts 11                                        | Matériel Autocars                                      | Jours de fonctionnement L, Ma, Me, J, V, S, D          | Jour / Soir / Nuit / Fêtes O / O / N / O               | Voy. / an —                                            | Transporteur Autocars Jaccon                           |
| X18   | Desserte : - Villes desservies : Saint-Étienne, Bonson, Montbrison, Boën-sur-Lignon, Noirétable, Chabreloche, Thiers, Peschadoires, Lezoux, Vertaizon et Clermont-Ferrand. - Gares desservies : Gare de Saint-Étienne-Châteaucreux, Gare de Bonson, Gare de Montbrison, Gare de Boën, Gare de Thiers, Gare de Pont-de-Dore, Gare de Lezoux, Gare de Vertaizon et Gare de Clermont-Ferrand.        |                                                        |                                                        |                                                        |                                                        |                                                        |                                                        |                                                        |                                                        |
| X18   | Autre : - Amplitudes horaires : La ligne tous les jours à raison de neuf allers-retours par jour. - Particularités : La ligne compte de nombreux services partiels, certains en correspondance avec les TER. Quelques services sont directs sans aucun arrêt intermédiaire. - Date de dernière mise à jour : 13 décembre 2022.                                                                    |                                                        |                                                        |                                                        |                                                        |                                                        |                                                        |                                                        |                                                        |
| X18   | Dernière actualisation : — |                                                        |                                                        |                                                        |                                                        |                                                        |                                                        |                                                        |                                                        |

#### Lignes X20 à X29
| Ligne | Caractéristiques | Caractéristiques                                         | Caractéristiques                                         | Caractéristiques                                         | Caractéristiques                                         | Caractéristiques                                         | Caractéristiques                                         | Caractéristiques                                         | Caractéristiques                                         |
| X25   | Villefranche-sur-Saône — Gare routière ⥋ Mâcon Loché TGV | Villefranche-sur-Saône — Gare routière ⥋ Mâcon Loché TGV | Villefranche-sur-Saône — Gare routière ⥋ Mâcon Loché TGV | Villefranche-sur-Saône — Gare routière ⥋ Mâcon Loché TGV | Villefranche-sur-Saône — Gare routière ⥋ Mâcon Loché TGV | Villefranche-sur-Saône — Gare routière ⥋ Mâcon Loché TGV | Villefranche-sur-Saône — Gare routière ⥋ Mâcon Loché TGV | Villefranche-sur-Saône — Gare routière ⥋ Mâcon Loché TGV | Villefranche-sur-Saône — Gare routière ⥋ Mâcon Loché TGV |
| ----- | --- | -------------------------------------------------------- | -------------------------------------------------------- | -------------------------------------------------------- | -------------------------------------------------------- | -------------------------------------------------------- | -------------------------------------------------------- | -------------------------------------------------------- | -------------------------------------------------------- |
| X25   | Ouverture / Fermeture — / — | Longueur —                                               | Durée 50 min                                             | Nb. d’arrêts 9                                           | Matériel Iveco Evadys                                    | Jours de fonctionnement L, Ma, Me, J, V, S, D            | Jour / Soir / Nuit / Fêtes O / O / N / O                 | Voy. / an —                                              | Transporteur Transdev Rhône-Alpes                        |
| X25   | Desserte : - Villes desservies : Villefranche-sur-Saône, Arnas, Belleville-en-Beaujolais, Romanèche-Thorins, La Chapelle-de-Guinchay, Crêches-sur-Saône et Mâcon. - Gares desservies : Gare de Villefranche-sur-Saône, Gare de Belleville-sur-Saône et Gare de Mâcon-Loché-TGV. |                                                          |                                                          |                                                          |                                                          |                                                          |                                                          |                                                          |                                                          |
| X25   | Autre : - Amplitudes horaires : La ligne fonctionne en semaine à raison de sept allers-retours par jour et le weekend à raison de quatre à cinq allers-retours par jour. - Particularités : La ligne assure la liaison entre Villefranche-sur-Saône et la Gare de Mâcon-Loché-TGV, en correspondance avec les TGV ayant pour origine ou à destination de Paris-Gare-de-Lyon. - Date de dernière mise à jour : 4 juillet 2021. |                                                          |                                                          |                                                          |                                                          |                                                          |                                                          |                                                          |                                                          |
| X25   | Dernière actualisation : — |                                                          |                                                          |                                                          |                                                          |                                                          |                                                          |                                                          |                                                          |

#### Lignes X30 à X39
| Ligne | Caractéristiques | Caractéristiques                                                                     | Caractéristiques                                                                     | Caractéristiques                                                                     | Caractéristiques                                                                     | Caractéristiques                                                                     | Caractéristiques                                                                     | Caractéristiques                                                                     | Caractéristiques                                                                     |
| X33   | Bellegarde — Gare ⥋ Ferney — Lycée international / Divonne-les-Bains — Ancienne gare | Bellegarde — Gare ⥋ Ferney — Lycée international / Divonne-les-Bains — Ancienne gare | Bellegarde — Gare ⥋ Ferney — Lycée international / Divonne-les-Bains — Ancienne gare | Bellegarde — Gare ⥋ Ferney — Lycée international / Divonne-les-Bains — Ancienne gare | Bellegarde — Gare ⥋ Ferney — Lycée international / Divonne-les-Bains — Ancienne gare | Bellegarde — Gare ⥋ Ferney — Lycée international / Divonne-les-Bains — Ancienne gare | Bellegarde — Gare ⥋ Ferney — Lycée international / Divonne-les-Bains — Ancienne gare | Bellegarde — Gare ⥋ Ferney — Lycée international / Divonne-les-Bains — Ancienne gare | Bellegarde — Gare ⥋ Ferney — Lycée international / Divonne-les-Bains — Ancienne gare |
| ----- | --- | ------------------------------------------------------------------------------------ | ------------------------------------------------------------------------------------ | ------------------------------------------------------------------------------------ | ------------------------------------------------------------------------------------ | ------------------------------------------------------------------------------------ | ------------------------------------------------------------------------------------ | ------------------------------------------------------------------------------------ | ------------------------------------------------------------------------------------ |
| X33   | Ouverture / Fermeture — / — | Longueur —                                                                           | Durée 60 à 90 min                                                                    | Nb. d’arrêts 29                                                                      | Matériel Iveco Evadys                                                                | Jours de fonctionnement L, Ma, Me, J, V, S, D                                        | Jour / Soir / Nuit / Fêtes O / O / N / O                                             | Voy. / an —                                                                          | Transporteur Alpbus (RATP Dev)                                                       |
| X33   | Desserte : - Villes desservies : Valserhône, Léaz, Collonges-sous-Salève, Farges, Péron, Saint-Jean-de-Gonville, Thoiry, Sergy, Saint-Genis-Pouilly, Chevry, Échenevex, Gex, Prévessin-Moëns, Ferney-Voltaire, Ornex, Versonnex, Sauverny, Grilly et Divonne-les-Bains. - Gare desservie : Gare de Bellegarde. |                                                                                      |                                                                                      |                                                                                      |                                                                                      |                                                                                      |                                                                                      |                                                                                      |                                                                                      |
| X33   | Autre : - Amplitudes horaires : La ligne fonctionne en semaine de 5 h 20 à 22 h 15 et le weekend à partir de 7 h 15 environ. - Particularités : - La ligne assure la liaison entre le pays de Gex et la gare de Bellegarde-sur-Valserine, en correspondance avec les TGV ayant pour origine ou à destination de Paris ou Lyon. - La ligne est composée de deux services distincts : - Des services entre Bellegarde-sur-Valserine et Divonne-les-Bains ; - Des services entre Bellegarde-sur-Valserine et Gex ou Ferney-Voltaire. - Durant la période scolaire de la zone A, la ligne dessert les lycées de Bellegarde à certains services. - Date de dernière mise à jour : 27 juillet 2021. |                                                                                      |                                                                                      |                                                                                      |                                                                                      |                                                                                      |                                                                                      |                                                                                      |                                                                                      |
| X33   | Dernière actualisation : — |                                                                                      |                                                                                      |                                                                                      |                                                                                      |                                                                                      |                                                                                      |                                                                                      |                                                                                      |
| X36   | Bellegarde — Gare ⥋ Nurieux-Volognat — Gare / Bourg-en-Bresse — Gare | Bellegarde — Gare ⥋ Nurieux-Volognat — Gare / Bourg-en-Bresse — Gare                 | Bellegarde — Gare ⥋ Nurieux-Volognat — Gare / Bourg-en-Bresse — Gare                 | Bellegarde — Gare ⥋ Nurieux-Volognat — Gare / Bourg-en-Bresse — Gare                 | Bellegarde — Gare ⥋ Nurieux-Volognat — Gare / Bourg-en-Bresse — Gare                 | Bellegarde — Gare ⥋ Nurieux-Volognat — Gare / Bourg-en-Bresse — Gare                 | Bellegarde — Gare ⥋ Nurieux-Volognat — Gare / Bourg-en-Bresse — Gare                 | Bellegarde — Gare ⥋ Nurieux-Volognat — Gare / Bourg-en-Bresse — Gare                 | Bellegarde — Gare ⥋ Nurieux-Volognat — Gare / Bourg-en-Bresse — Gare                 |
| X36   | Ouverture / Fermeture — / — | Longueur —                                                                           | Durée 50 à 100 min                                                                   | Nb. d’arrêts 11 à 15                                                                 | Matériel Iveco Evadys                                                                | Jours de fonctionnement L, Ma, Me, J, V, S, D                                        | Jour / Soir / Nuit / Fêtes O / O / N / O                                             | Voy. / an —                                                                          | Transporteur Philibert                                                               |
| X36   | Desserte : - Villes desservies : Valserhône, Saint-Germain-de-Joux, Le Poizat-Lalleyriat, Les Neyrolles, Nantua, Montréal-la-Cluse, Brion, Nurieux-Volognat, Hautecourt, Villereversure, Ceyzériat et Bourg-en-Bresse. - Gare desservie : Gare de Bellegarde, gare de Brion - Montréal-la-Cluse, gare de Nurieux, gare de Villereversure et gare de Bourg-en-Bresse. |                                                                                      |                                                                                      |                                                                                      |                                                                                      |                                                                                      |                                                                                      |                                                                                      |                                                                                      |
| X36   | Autre : - Amplitudes horaires : La ligne fonctionne en semaine à raison de quatre allers-retours par jour et le weekend à raison de un à deux allers-retours par jour. - Particularités : - La ligne assure la desserte TER sur la ligne du Haut-Bugey au delà de Brion ; - Le tronçon Nurieux-Bourg n'est assuré qu'en semaine et une seule fois par jour. - Date de dernière mise à jour : 11 juillet 2021. |                                                                                      |                                                                                      |                                                                                      |                                                                                      |                                                                                      |                                                                                      |                                                                                      |                                                                                      |
| X36   | Dernière actualisation : — |                                                                                      |                                                                                      |                                                                                      |                                                                                      |                                                                                      |                                                                                      |                                                                                      |                                                                                      |
| X37   | Nantua — Médiathèque ⥋ Saint-Claude — Gare | Nantua — Médiathèque ⥋ Saint-Claude — Gare                                           | Nantua — Médiathèque ⥋ Saint-Claude — Gare                                           | Nantua — Médiathèque ⥋ Saint-Claude — Gare                                           | Nantua — Médiathèque ⥋ Saint-Claude — Gare                                           | Nantua — Médiathèque ⥋ Saint-Claude — Gare                                           | Nantua — Médiathèque ⥋ Saint-Claude — Gare                                           | Nantua — Médiathèque ⥋ Saint-Claude — Gare                                           | Nantua — Médiathèque ⥋ Saint-Claude — Gare                                           |
| X37   | Ouverture / Fermeture 15/12/2019 / — | Longueur —                                                                           | Durée 70 min                                                                         | Nb. d’arrêts 12                                                                      | Matériel Iveco Evadys                                                                | Jours de fonctionnement L, Ma, Me, J, V, S, D                                        | Jour / Soir / Nuit / Fêtes O / O / N / O                                             | Voy. / an —                                                                          | Transporteur Keolis Val de Saône Philibert Trans Jura Cars                           |
| X37   | Desserte : - Villes desservies : Nantua, Montréal-la-Cluse, Brion, Martignat, Bellignat, Oyonnax, Dortan, Molinges et Saint-Claude. - Gare desservie : Gare de Brion - Montréal-la-Cluse, gare d'Oyonnax et gare de Saint-Claude. |                                                                                      |                                                                                      |                                                                                      |                                                                                      |                                                                                      |                                                                                      |                                                                                      |                                                                                      |
| X37   | Autre : - Amplitudes horaires : La ligne fonctionne en semaine à raison de huit allers-retours par jour et le weekend à raison de trois à cinq allers-retours par jour. - Particularités : La ligne complète la desserte TER de la ligne du Haut-Bugey - Date de dernière mise à jour : 11 juillet 2021. |                                                                                      |                                                                                      |                                                                                      |                                                                                      |                                                                                      |                                                                                      |                                                                                      |                                                                                      |
| X37   | Dernière actualisation : — |                                                                                      |                                                                                      |                                                                                      |                                                                                      |                                                                                      |                                                                                      |                                                                                      |                                                                                      |
| X38   | Bourg-en-Bresse — Gare ⥋ Oyonnax — Gare | Bourg-en-Bresse — Gare ⥋ Oyonnax — Gare                                              | Bourg-en-Bresse — Gare ⥋ Oyonnax — Gare                                              | Bourg-en-Bresse — Gare ⥋ Oyonnax — Gare                                              | Bourg-en-Bresse — Gare ⥋ Oyonnax — Gare                                              | Bourg-en-Bresse — Gare ⥋ Oyonnax — Gare                                              | Bourg-en-Bresse — Gare ⥋ Oyonnax — Gare                                              | Bourg-en-Bresse — Gare ⥋ Oyonnax — Gare                                              | Bourg-en-Bresse — Gare ⥋ Oyonnax — Gare                                              |
| X38   | Ouverture / Fermeture — / — | Longueur —                                                                           | Durée 60 min                                                                         | Nb. d’arrêts 8                                                                       | Matériel Iveco Evadys                                                                | Jours de fonctionnement L, Ma, Me, J, V, S, D                                        | Jour / Soir / Nuit / Fêtes O / O / N / O                                             | Voy. / an —                                                                          | Transporteur Keolis Val de Saône Philibert                                           |
| X38   | Desserte : - Villes desservies : Bourg-en-Bresse, Montréal-la-Cluse, Brion, Martignat, Bellignat et Oyonnax. - Gare desservie : Gare de Bourg-en-Bresse, gare de Brion - Montréal-la-Cluse et gare d'Oyonnax. |                                                                                      |                                                                                      |                                                                                      |                                                                                      |                                                                                      |                                                                                      |                                                                                      |                                                                                      |
| X38   | Autre : - Amplitudes horaires : La ligne fonctionne en semaine à raison de neuf allers-retours par jour et le weekend à raison de quatre à six allers-retours par jour. - Particularités : La ligne complète la desserte TER de la ligne du Haut-Bugey. - Date de dernière mise à jour : 11 juillet 2021. |                                                                                      |                                                                                      |                                                                                      |                                                                                      |                                                                                      |                                                                                      |                                                                                      |                                                                                      |
| X38   | Dernière actualisation : — |                                                                                      |                                                                                      |                                                                                      |                                                                                      |                                                                                      |                                                                                      |                                                                                      |                                                                                      |

#### Lignes X50 à X59
| Ligne | Caractéristiques | Caractéristiques | Caractéristiques | Caractéristiques | Caractéristiques | Caractéristiques | Caractéristiques | Caractéristiques | Caractéristiques |
| X51   | Volvic — Gare SNCF (Clermont-Ferrand — Gare SNCF le dimanche) ⥋ Les Ancizes — Bourg / Saint-Gervais — Lycée (Saint-Éloy-les-Mines — Lycée à certains services) | Volvic — Gare SNCF (Clermont-Ferrand — Gare SNCF le dimanche) ⥋ Les Ancizes — Bourg / Saint-Gervais — Lycée (Saint-Éloy-les-Mines — Lycée à certains services) | Volvic — Gare SNCF (Clermont-Ferrand — Gare SNCF le dimanche) ⥋ Les Ancizes — Bourg / Saint-Gervais — Lycée (Saint-Éloy-les-Mines — Lycée à certains services) | Volvic — Gare SNCF (Clermont-Ferrand — Gare SNCF le dimanche) ⥋ Les Ancizes — Bourg / Saint-Gervais — Lycée (Saint-Éloy-les-Mines — Lycée à certains services) | Volvic — Gare SNCF (Clermont-Ferrand — Gare SNCF le dimanche) ⥋ Les Ancizes — Bourg / Saint-Gervais — Lycée (Saint-Éloy-les-Mines — Lycée à certains services) | Volvic — Gare SNCF (Clermont-Ferrand — Gare SNCF le dimanche) ⥋ Les Ancizes — Bourg / Saint-Gervais — Lycée (Saint-Éloy-les-Mines — Lycée à certains services) | Volvic — Gare SNCF (Clermont-Ferrand — Gare SNCF le dimanche) ⥋ Les Ancizes — Bourg / Saint-Gervais — Lycée (Saint-Éloy-les-Mines — Lycée à certains services) | Volvic — Gare SNCF (Clermont-Ferrand — Gare SNCF le dimanche) ⥋ Les Ancizes — Bourg / Saint-Gervais — Lycée (Saint-Éloy-les-Mines — Lycée à certains services) | Volvic — Gare SNCF (Clermont-Ferrand — Gare SNCF le dimanche) ⥋ Les Ancizes — Bourg / Saint-Gervais — Lycée (Saint-Éloy-les-Mines — Lycée à certains services) |
| ----- | --- | --- | --- | --- | --- | --- | --- | --- | --- |
| X51   | Ouverture / Fermeture 1er janvier 2023 / — | Longueur — | Durée 35 à 80 min | Nb. d’arrêts 13 | Matériel Autocars | Jours de fonctionnement L, Ma, Me, J, V, S, D | Jour / Soir / Nuit / Fêtes O / O / N / O | Voy. / an — | Transporteur Meunier Tourisme |
| X51   | Desserte : - Villes desservies : Clermont-Ferrand, Volvic (Moulet-Marcenat), Saint-Ours, Pontgibaud, Charbonnières-les-Varennes (Paugnat), Saint-Georges-de-Mons, Les Ancizes-Comps, Saint-Gervais-d'Auvergne et Saint-Éloy-les-Mines. - Gares desservies : Gare de Clermont-Ferrand et Gare de Volvic. | | | | | | | | |
| X51   | Autre : - Amplitudes horaires : La ligne fonctionne du lundi au vendredi de 6 h 10 à 20 h et les dimanches et fêtes de 18 h 5 à 21 h 5. - Particularités : Les dimanches et fêtes, la ligne relie Clermont-Ferrand au lycée de Saint-Éloy-les-Mines. - Date de dernière mise à jour : 7 juillet 2023.   | | | | | | | | |
| X51   | Dernière actualisation : — | | | | | | | | |

#### Lignes X70 à X79
| Ligne | Caractéristiques | Caractéristiques | Caractéristiques | Caractéristiques | Caractéristiques | Caractéristiques | Caractéristiques | Caractéristiques | Caractéristiques |
| X71   | Montélimar — Gare routière ⥋ Nyons — Office de Tourisme | Montélimar — Gare routière ⥋ Nyons — Office de Tourisme                                                                          | Montélimar — Gare routière ⥋ Nyons — Office de Tourisme                                                                          | Montélimar — Gare routière ⥋ Nyons — Office de Tourisme                                                                          | Montélimar — Gare routière ⥋ Nyons — Office de Tourisme                                                                          | Montélimar — Gare routière ⥋ Nyons — Office de Tourisme                                                                          | Montélimar — Gare routière ⥋ Nyons — Office de Tourisme                                                                          | Montélimar — Gare routière ⥋ Nyons — Office de Tourisme                                                                          | Montélimar — Gare routière ⥋ Nyons — Office de Tourisme                                                                          |
| ----- | --- | --- | --- | --- | --- | --- | --- | --- | --- |
| X71   | Ouverture / Fermeture — / — | Longueur — | Durée 80 min | Nb. d’arrêts 10 | Matériel Autocars | Jours de fonctionnement L, Ma, Me, J, V, S, D                                                                                    | Jour / Soir / Nuit / Fêtes O / O / N / O                                                                                         | Voy. / an — | Transporteur SRADDA |
| X71   | Desserte : - Villes desservies : Montélimar, Allan, Valaurie, Grignan, Taulignan, Valréas, Saint-Pantaléon, Venterol et Nyons - Gares desservies : Gare de Montélimar. | | | | | | | | |
| X71   | Autre : - Amplitudes horaires : La ligne fonctionne tous les jours à raison de trois allers-retours par jour. - Particularités : - La ligne assure la liaison entre Nyons et la gare de Montélimar, en correspondance avec les TGV et TER vers Paris, Lyon et Avignon ; - La ligne complète l'offre de la ligne 36 des Cars Région Drôme. - Date de dernière mise à jour : 5 juillet 2021.                                                                                             | | | | | | | | |
| X71   | Dernière actualisation : — | | | | | | | | |
| X73   | Valence — Gare TGV / Gare routière ⥋ Privas — Cours du Palais / Aubenas — Place de la Paix | Valence — Gare TGV / Gare routière ⥋ Privas — Cours du Palais / Aubenas — Place de la Paix                                       | Valence — Gare TGV / Gare routière ⥋ Privas — Cours du Palais / Aubenas — Place de la Paix                                       | Valence — Gare TGV / Gare routière ⥋ Privas — Cours du Palais / Aubenas — Place de la Paix                                       | Valence — Gare TGV / Gare routière ⥋ Privas — Cours du Palais / Aubenas — Place de la Paix                                       | Valence — Gare TGV / Gare routière ⥋ Privas — Cours du Palais / Aubenas — Place de la Paix                                       | Valence — Gare TGV / Gare routière ⥋ Privas — Cours du Palais / Aubenas — Place de la Paix                                       | Valence — Gare TGV / Gare routière ⥋ Privas — Cours du Palais / Aubenas — Place de la Paix                                       | Valence — Gare TGV / Gare routière ⥋ Privas — Cours du Palais / Aubenas — Place de la Paix                                       |
| X73   | Ouverture / Fermeture — / — | Longueur — | Durée 90 à 150 min | Nb. d’arrêts 15 à 22 | Matériel Iveco Crossway NP | Jours de fonctionnement L, Ma, Me, J, V, S, D                                                                                    | Jour / Soir / Nuit / Fêtes O / O / N / O                                                                                         | Voy. / an — | Transporteur Keolis Portes du Dauphiné                                                                                           |
| X73   | Desserte : - Villes desservies : Valence, Guilherand-Granges, Soyons, Charmes-sur-Rhône, Saint-Georges-les-Bains, Beauchastel, La Voulte, Le Pouzin, Rompon, Saint-Julien-en-Saint-Alban, Flaviac, Coux, Privas, Veyras, Saint-Étienne-de-Boulogne, Vesseaux, Saint-Privat et Aubenas - Gares desservies : Gare de Valence TGV, gare de Valence-Ville. | | | | | | | | |
| X73   | Autre : - Amplitudes horaires : La ligne fonctionne en semaine de 5 h à 22 h 30 et le weekend de 6 h à 22 h 25 environ. - Particularités : - La ligne assure la liaison entre l'Ardèche et les gares de Valence, en correspondance avec les TGV et TER vers Paris, Lyon, Grenoble, Marseille et Avignon ; - La ligne ne dessert pas Aubenas à tous les services, tandis que d'autres s'arrêtent à Valence-Ville et non à Valence-TGV. - Date de dernière mise à jour : 5 juillet 2021. | | | | | | | | |
| X73   | Dernière actualisation : — | | | | | | | | |
| X74   | Valence — Gare TGV / Montélimar — Gare ⥋ Aubenas — Place de la Paix / Les Vans — Centre | Valence — Gare TGV / Montélimar — Gare ⥋ Aubenas — Place de la Paix / Les Vans — Centre                                          | Valence — Gare TGV / Montélimar — Gare ⥋ Aubenas — Place de la Paix / Les Vans — Centre                                          | Valence — Gare TGV / Montélimar — Gare ⥋ Aubenas — Place de la Paix / Les Vans — Centre                                          | Valence — Gare TGV / Montélimar — Gare ⥋ Aubenas — Place de la Paix / Les Vans — Centre                                          | Valence — Gare TGV / Montélimar — Gare ⥋ Aubenas — Place de la Paix / Les Vans — Centre                                          | Valence — Gare TGV / Montélimar — Gare ⥋ Aubenas — Place de la Paix / Les Vans — Centre                                          | Valence — Gare TGV / Montélimar — Gare ⥋ Aubenas — Place de la Paix / Les Vans — Centre                                          | Valence — Gare TGV / Montélimar — Gare ⥋ Aubenas — Place de la Paix / Les Vans — Centre                                          |
| X74   | Ouverture / Fermeture — / — | Longueur — | Durée 80 à 200 min | Nb. d’arrêts 15 à 23 | Matériel Autocars | Jours de fonctionnement L, Ma, Me, J, V, S, D                                                                                    | Jour / Soir / Nuit / Fêtes O / O / N / O                                                                                         | Voy. / an — | Transporteur Autocars Ginhoux |
| X74   | Desserte : - Villes desservies : Valence, Montélimar, Le Teil, Aubignas, Alba-la-Romaine, Saint-Jean-le-Centenier, Villeneuve-de-Berg, Lavilledieu, Saint-Didier-sous-Aubenas, Aubenas, Saint-Étienne-de-Fontbellon, Lachapelle-sous-Aubenas, Uzer, Largentière, Rosières, Joyeuse, Lablachère et Les Vans - Gares desservies : Gare de Valence TGV, gare de Montélimar. | | | | | | | | |
| X74   | Autre : - Amplitudes horaires : La ligne fonctionne en semaine de 5 h à 0 h et le weekend de 6 h 15 à 0 h environ. - Particularités : - La ligne assure la liaison entre l'Ardèche et les gares de Valence, en correspondance avec les TGV et TER vers Paris, Lyon, Grenoble, Marseille et Avignon ; - La ligne dessert les Vans une fois par jour. - Date de dernière mise à jour : 5 juillet 2021.                                                                                   | | | | | | | | |
| X74   | Dernière actualisation : — | | | | | | | | |
| X75   | Lyon — Part-Dieu - Gare routière / Lyon — Perrache - Centre d'échanges / Le Péage-de-Roussillon — Gare ⥋ Annonay — Gare routière | Lyon — Part-Dieu - Gare routière / Lyon — Perrache - Centre d'échanges / Le Péage-de-Roussillon — Gare ⥋ Annonay — Gare routière | Lyon — Part-Dieu - Gare routière / Lyon — Perrache - Centre d'échanges / Le Péage-de-Roussillon — Gare ⥋ Annonay — Gare routière | Lyon — Part-Dieu - Gare routière / Lyon — Perrache - Centre d'échanges / Le Péage-de-Roussillon — Gare ⥋ Annonay — Gare routière | Lyon — Part-Dieu - Gare routière / Lyon — Perrache - Centre d'échanges / Le Péage-de-Roussillon — Gare ⥋ Annonay — Gare routière | Lyon — Part-Dieu - Gare routière / Lyon — Perrache - Centre d'échanges / Le Péage-de-Roussillon — Gare ⥋ Annonay — Gare routière | Lyon — Part-Dieu - Gare routière / Lyon — Perrache - Centre d'échanges / Le Péage-de-Roussillon — Gare ⥋ Annonay — Gare routière | Lyon — Part-Dieu - Gare routière / Lyon — Perrache - Centre d'échanges / Le Péage-de-Roussillon — Gare ⥋ Annonay — Gare routière | Lyon — Part-Dieu - Gare routière / Lyon — Perrache - Centre d'échanges / Le Péage-de-Roussillon — Gare ⥋ Annonay — Gare routière |
| X75   | Ouverture / Fermeture — / — | Longueur — | Durée 40 à 90 min | Nb. d’arrêts 11 | Matériel Autocars | Jours de fonctionnement L, Ma, Me, J, V, S, D                                                                                    | Jour / Soir / Nuit / Fêtes O / O / N / O                                                                                         | Voy. / an — | Transporteur SRADDA |
| X75   | Desserte : - Villes desservies : Lyon, Le Péage-de-Roussillon, Sablons, Serrières, Félines, Peaugres, Davézieux et Annonay - Gares desservies : Gare de Lyon-Part-Dieu, gare de Lyon-Perrache et gare du Péage-de-Roussillon. | | | | | | | | |
| X75   | Autre : - Amplitudes horaires : La ligne fonctionne en semaine de 6 h 15 à 22 h 30 et le weekend de 7 h 10 à 22 h 30 environ. - Particularités : - La ligne assure la liaison entre l'Ardèche et les gares de Valence, en correspondance avec les TGV et TER vers Paris, Lyon et Valence ; - La ligne dessert Lyon Part-Dieu ou Perrache une à deux fois par jour. - Date de dernière mise à jour : 5 juillet 2021.                                                                    | | | | | | | | |
| X75   | Dernière actualisation : — | | | | | | | | |
| X76   | Valence — Gare TGV ⥋ Vallon-Pont-d'Arc — Gare routière | Valence — Gare TGV ⥋ Vallon-Pont-d'Arc — Gare routière                                                                           | Valence — Gare TGV ⥋ Vallon-Pont-d'Arc — Gare routière                                                                           | Valence — Gare TGV ⥋ Vallon-Pont-d'Arc — Gare routière                                                                           | Valence — Gare TGV ⥋ Vallon-Pont-d'Arc — Gare routière                                                                           | Valence — Gare TGV ⥋ Vallon-Pont-d'Arc — Gare routière                                                                           | Valence — Gare TGV ⥋ Vallon-Pont-d'Arc — Gare routière                                                                           | Valence — Gare TGV ⥋ Vallon-Pont-d'Arc — Gare routière                                                                           | Valence — Gare TGV ⥋ Vallon-Pont-d'Arc — Gare routière                                                                           |
| X76   | Ouverture / Fermeture — / — | Longueur — | Durée 145 min | Nb. d’arrêts 12 | Matériel Autocars | Jours de fonctionnement L, Ma, Me, J, V, S, D                                                                                    | Jour / Soir / Nuit / Fêtes O / O / N / O                                                                                         | Voy. / an — | Transporteur Autocars Ginhoux |
| X76   | Desserte : - Villes desservies : Valence, Montélimar, Le Teil, Saint-Jean-le-Centenier, Villeneuve-de-Berg, Vogüé, Balazuc, Pradons, Ruoms, Sampzon et Vallon-Pont-d'Arc - Gares desservies : Gare de Valence TGV et gare de Montélimar. | | | | | | | | |
| X76   | Autre : - Amplitudes horaires : La ligne fonctionne tous les jours à raison de cinq allers-retours par jour. - Particularités : La ligne assure la liaison entre l'Ardèche et les gares de Valence, en correspondance avec les TGV et TER vers Paris, Lyon, Avignon et Valence. - Date de dernière mise à jour : 5 juillet 2021. | | | | | | | | |
| X76   | Dernière actualisation : — | | | | | | | | |

### Lignes d'autocar départementales
En application de la loi NOTRe, les lignes interurbaines qui relevaient précédemment des départements ont été transférées soit aux différentes structures intercommunales (métropoles, communauté urbaines, communauté d'agglomération, etc.) pour celles situées sur leurs territoires, soit à la région.
- Cars Région Ain ;
- Cars Région Allier ;
- Cars Région Ardèche ;
- Cars Région Cantal ;
- Cars Région Drôme ;
- Cars Région Haute-Loire ;
- Cars Région Haute-Savoie ;
- Cars Région Isère ;
- Cars Région Loire ;
- Cars Région Puy-de-Dôme ;
- Cars Région Savoie.

Seul le Rhône dont le réseau Les cars du Rhône est organisé par le SYTRAL, tout comme le réseau TCL qui dessert la métropole de Lyon, ne fait pas partie du réseau régional.

## Matériel roulant
Les matériels roulant des différents réseaux ont été conservés et sont progressivement harmonisés aux couleurs de la région, avec toutefois trois variantes de livrée.

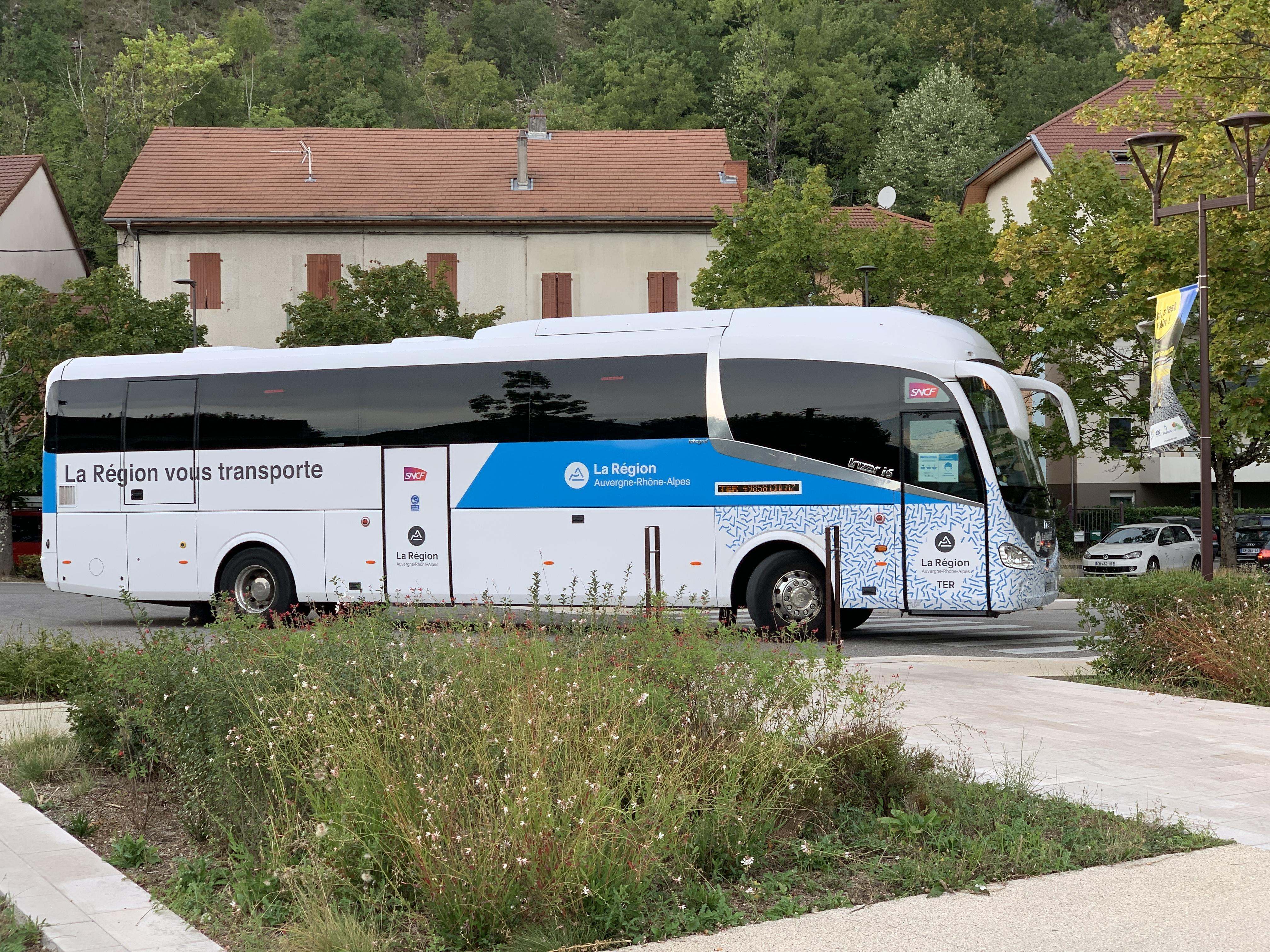
Livrée Cars TER AuRA
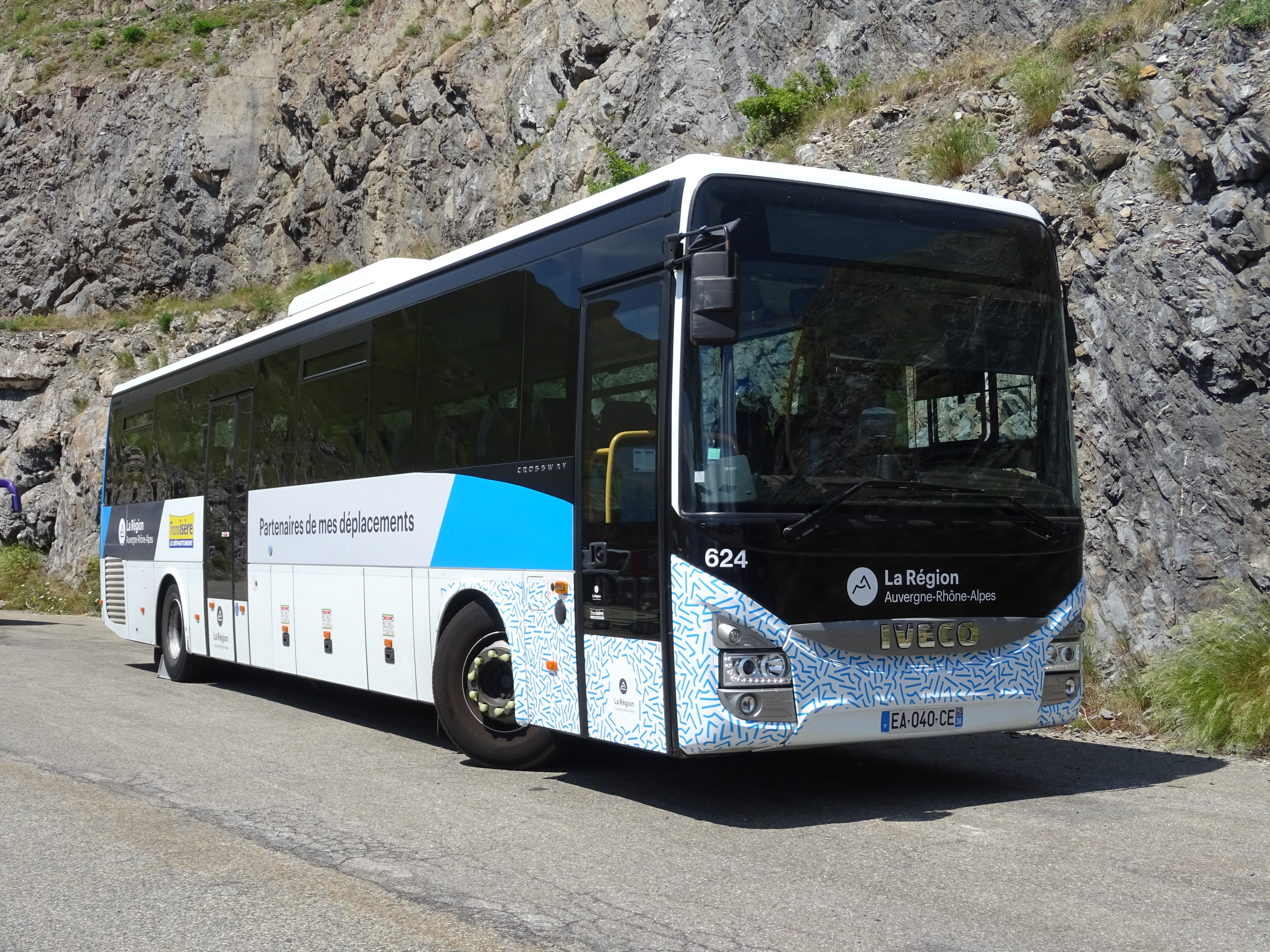
Livrée Cars Région départementale transitoire encore apposée jusqu'en 2021, où figure le nom de l'ancien réseau départemental, comme ici en Isère.
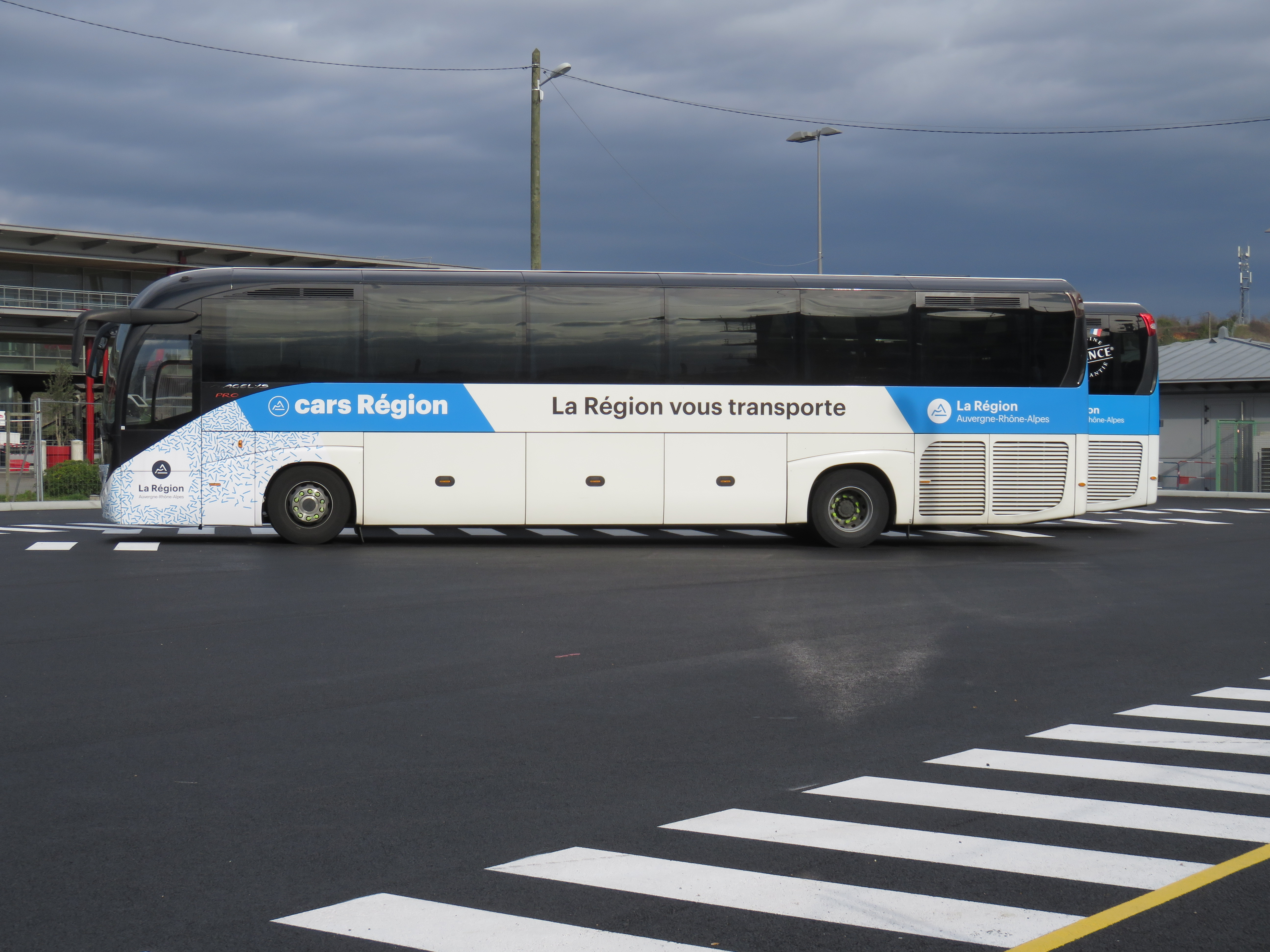
Livrée Cars Région unifiée

## Tarification
Chaque réseau départemental ainsi que les Cars Région Express ont conservé leur tarification propre.